# كولين مونتغمري
كولين ستيوارت مونتغمري (من مواليد 23 يونيو 1963) هو لاعب غولف محترف اسكتلندي. فاز بثمانية ألقاب من وسام الاستحقاق الأوروبي، بما في ذلك سلسلة من سبعة ألقاب متتالية من 1993 إلى 1999 و 31 جولة أوروبية، وهو أكبر عدد من الألقاب يفوز بها أي لاعب بريطاني، مما وضعه في المركز الرابع في قائمة لاعبي الجولف الأكثر إنتصاراً في الجولة الأوروبية على الإطلاق.

## النشأة
على الرغم من أنه اسكتلندي الأصل، إلا أنه نشأ في يوركشاير، إنجلترا، حيث كان والده، جيمس مونتغمري، يعمل كمدير إداري لبسكويت فوكس.  تلقى تعليمه من قبل المحترف السابق بيل فيرجسون. خلال الفترة التي قضاها في ليدز، أصبح من أنصار ليدز يونايتد. 